# Мохини, Ратна
Ратна Мохини (Ratna Mohini, настоящее имя Caroline Jeanne de Souza-Ijke; 1904-1988, Париж) — танцовщица. Родилась в Джакарте в 1904 году в исламской семье. Также известна под именем Éli.
Наиболее известна как первая жена известного французского фотографа Анри Картье-Брессона, за которого вышла замуж в 1937. Они познакомились в 1936 на улице в Париже недалеко от парка Монко (фр. Monceau), когда она искала свою гостиницу (согласно биографии фотографа, написанной Пьером Ассулином (по другим источникам они познакомились в Индонезии). Она хотела посвятить себя танцу, ради изучения этого искусства она и приехала в Париж. Они развелись в 1967 году.
До брака с Картье-Брессоном она была женой богатого голландского журналиста и предпринимателя Доминика Виллема Берретти.